# Товариство друзів Муз (Відень)

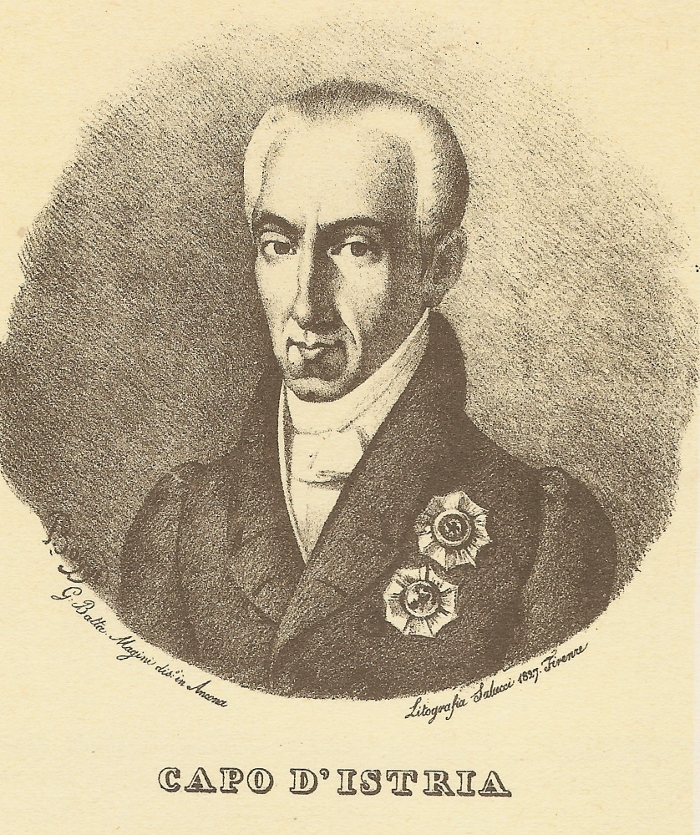
«Іоан Каподистрія», літографія 1827 року.

Товариство друзів Муз (Відень) (грец. Φιλόμουσος Εταιρεία Βιέννης) — коротке за терміном існування грецьке охоронне і культурно-просвітницьке товариство, котре мало два відділення — у Відні (Австро-Угорщина) та в Афінах, що тоді належали Османській імперії.

## Товариство друзів Муз в Афінах

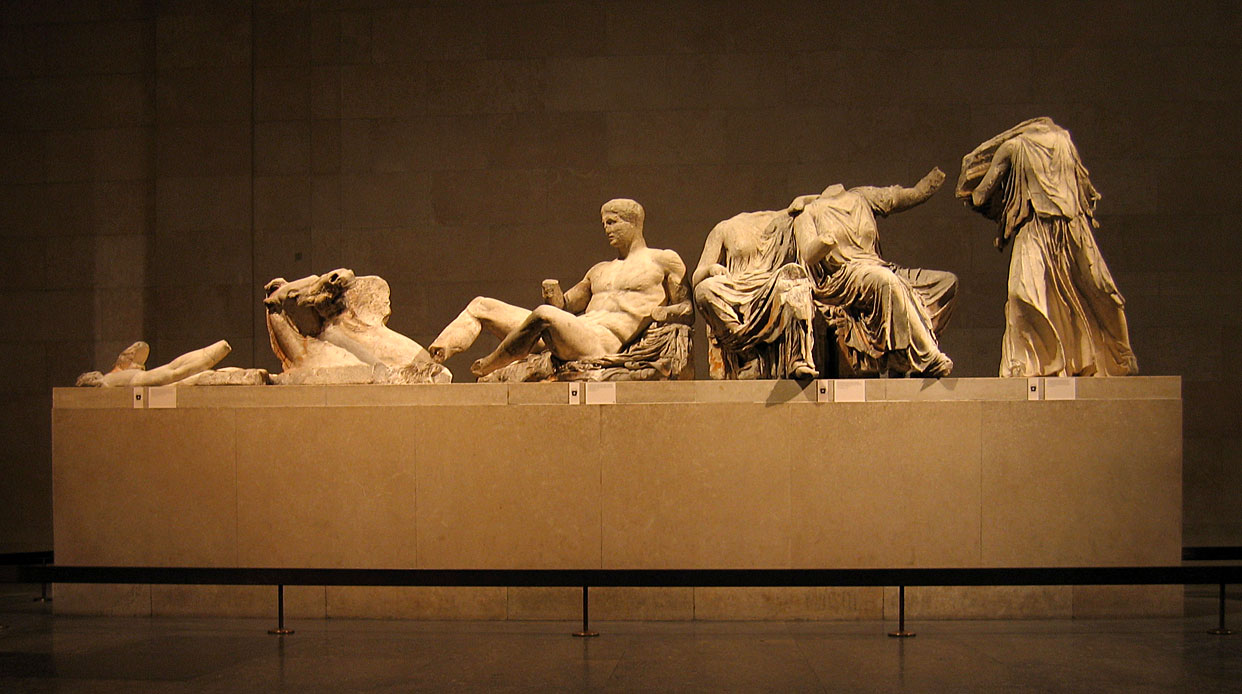
Деякі скульптури східного фронтону, вивезені лордом Елгіном до Лондона, Британський музей

1813 року з ініціативи грека Олександра Логотетиса в Афінах було створене Товариство друзів Муз. Цьому передували посади членів родини Логотетис як консулів Великої Британії в грецьких провінціях та на островах, котрі належали тоді Османській імперії. офіційна мета товариства — культурно-просвітницька і охоронна — була спрямована на пошук, збирання і збереження археологічних залишків Стародавньої Греції, на формування у покаліченого турецьким поневоленням населення уявлень про велику історичну цінність археологічної спадщини. Бо було чимало випадків цілеспрямованого нищення здобутків Стародавньої Греції, цивілізаційні настанови якої абсолютно не збігалися з настановами мусульманської Османської імперії. Прагнення знайти і вивезти за межі Османської імперії археологічних артефактів переслідували також дипломатичні місії Франції та Великої Британії.
Є відомості, що діяльність Товариства друзів Муз в тодішніх Афінах приховано підтримував уряд Британії, а громадяни Британської імперії роками вивозили коштовні мармури і витвори мистецтва Стародавньої Греції. Серед вивезеного в Лондон були і мармурові скульптури, зняті британцями із занедбаного і поруйнованого афінського Парфенона.
Низка греків або емігрувала в інші країни Європи, або мешкала за межами Османської імперії і прагнула відновлення державності Греції і волі грецькому народові. Тому іноземними представниками Товариства друзів Муз в Афінах стають грецький письменник і просвітитель, архімандрит Антімос Газіс (1758—1828) в Австро-Угорщині та Николаос Зографос в місті Трієст.

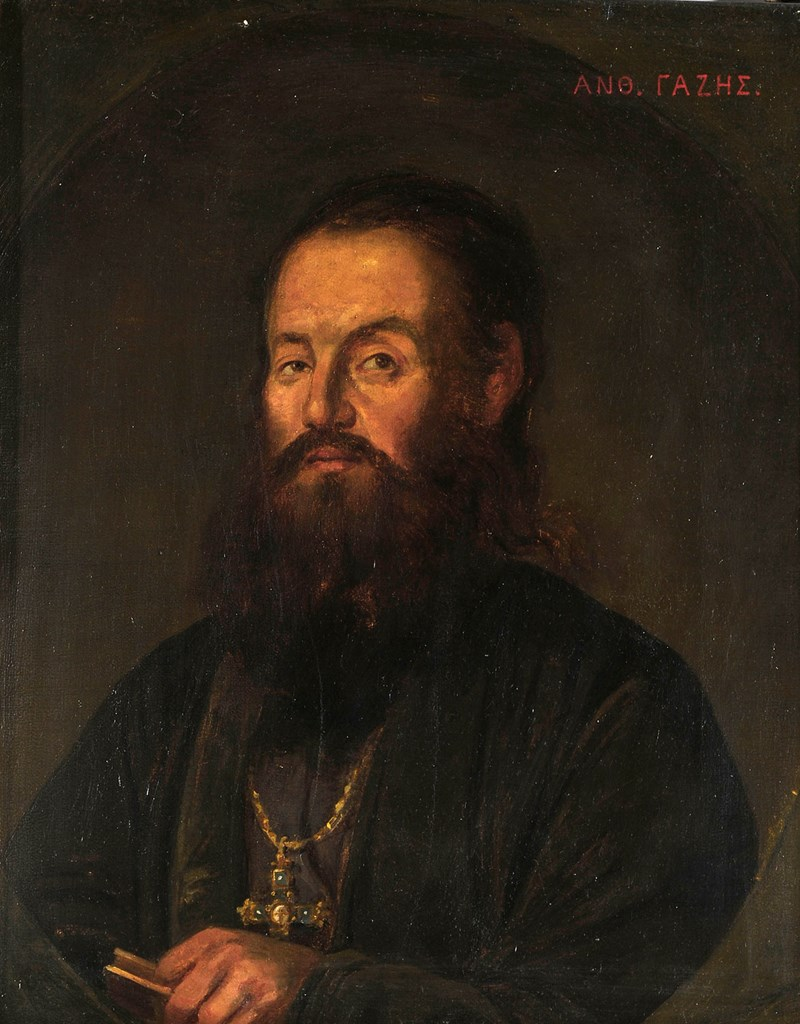
Антімос Газіс
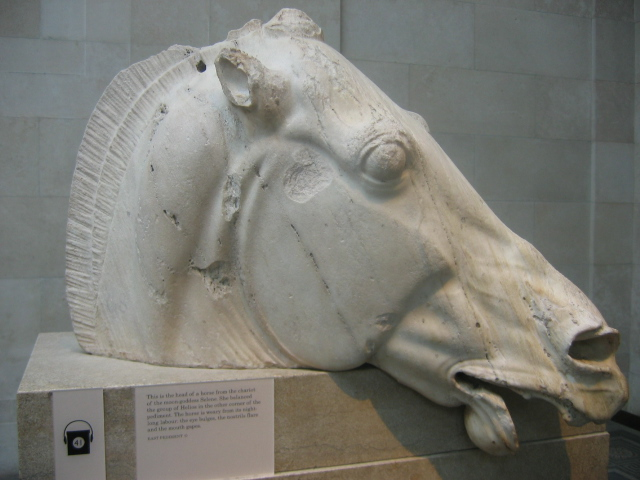
«Голова коня», східний фронтон Парфенона, вивезена в Лондон.
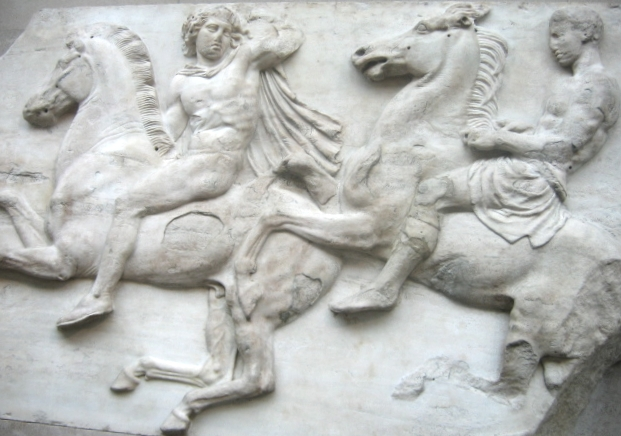
Рельєф з вершниками, вивезений в Лондон.

## Товариство друзів Муз у Відні
Велика політика в Європі була зосереджена на військовому протистоянні між новітнім імператором Наполеоном Бонапартом, котрого ще помилково вважали нащадком французької революції 1789—1793 років та Священним союзом. Священний союз переміг, що відбилось в військовому придушенні авантюр Наполеона, повною руйнацією його кар'єри та засланням. В країнах Європи (тимчасову) перемогу отримали давні монархічні режими, а повоєнний перерозподіл земель і влад повинен був вирішити Віденський конгрес монархів-переможців 1814 р.
З приводу аристократичного і владного зібрання у Відні туди прибули російський цар Олександр І та його міністр, грек за походженням, Іоан Каподистрія. Антімос Газіс, священик у Відні, зустрівся з Каподистрія і сповістив того по створення Товариства друзів Муз в Афінах. Зацікавлений новиною, міністр-грек сповістив про товариство російського царя, котрий забажав розіграти ще одну політичну карту й послабити позиції Великої Британії. Це дало підстави створити аналогічне відділення Товариства друзів Муз, але у Відні, де переважали проросійські впливи. Товариство у Відні проіснувало від 1814 до 1821 року, коли в Греції набула моці національно-визвольна боротьба і Греція відновила власну державність. Першим державним керівником відродженої Греції став колишній міністр російського царя, котрий мав власні уявлення про те, що краще і корисніше для греків. Російський цар не підтримував ні національно-визвольне товариство Філікі Етерія, ні згодом і просвітницьке Товариство друзів Муз у Відні через несприйняття всього національно-визвольного. 1821 р. він припинив підтримку віденського товариства греків.
Різнилися товариства і символікою. Прихильники в Афінах носили каблучку з зображенням сови, священного птаха богині мудрості Афіни. Прихильники-греки віденського товариства носили каблучку з зображенням кентавра Хірона, вихователя античного героя Ахілла.